# La Pobla de Cérvoles
La Pobla de Cérvoles è un comune spagnolo di 224 abitanti situato nella comunità autonoma della Catalogna.